# Atletiek op de Paralympische Zomerspelen 2024 - 400 m mannen T20
De 400 meter voor mannen klasse T20 op de Paralympische Zomerspelen 2024 vond plaats op 3 september in het Stade de France. Deze klasse is voor atleten met een verstandelijke beperking, atleten in deze klasse hebben een IQ-score van 75 of minder. De winnaar van 2020 was Charles-Antoine Kouakou uit Frankrijk, hij in in 2024 opgevolgd door Jhon Obando uit Colombia. David José Pineda Mejía uit Spanje behaalde het zilver en de Mauritaniër Yovanni Philippe won de bronzen medaille.

## Records
Voorafgaand aan het toernooi waren dit de wereldrecords en Paralympische records.
| Wereldrecord        | Brazilië Samuel Conceicao       | 46.48 | Santiago       | 24 november 2023 |
| Paralympisch record | Brazilië Daniel Tavares Martins | 47.22 | Rio de Janeiro | 9 september 2016 |

## Finale
| Rang   | Baan | Naam                          | Naam | Tijd  | Bijz. |
| ------ | ---- | ----------------------------- | ---- | ----- | ----- |
| Goud   | 8    | Jhon Obando                   | COL  | 48.09 |       |
| Zilver | 6    | David José Pineda Mejía       | ESP  | 48.24 |       |
| Brons  | 9    | Yovanni Philippe              | MRI  | 48.30 |       |
| 4      | 3    | Muhammad Ammar Aiman Nor Azmi | MAS  | 48.38 |       |
| 5      | 5    | Samuel Oliveira Conceicao     | BRA  | 48.59 |       |
| 6      | 2    | Luis Felipe Rodríguez Bolívar | VEN  | 48.72 |       |
| 7      | 7    | Daniel Tavares Martins        | BRA  | 48.91 |       |
| 8      | 4    | Charles-Antoine Kouakou       | FRA  | 49.04 |       |